# Eleccions al Consell General d'Andorra de 2005
El 24 d'abril del 2005 es varen celebrar eleccions generals andorranes. La candidatura del Partit Liberal d'Andorra va ser la més votada, però va perdre la majoria absoluta al Consell General. El seu cap de llista Albert Pintat Santolària va esdevenir el quart Cap de Govern d'Andorra, substituint Marc Forné i Molné del mateix partit i que havia estat al capdavant del Govern d'Andorra per més de deu anys.

## Sistema electoral
Les eleccions generals andorranes es regeixen per un principi de vot paral·lel. Cada elector ha d'emetre dos vots en dues urnes diferenciades: Un vot és a una llista tancada d'àmbit nacional amb catorze candidats, i es diposita en una urna blava. L'altre vot és a una llista tancada d'àmbit local (la seva parròquia) amb dos candidats, i es diposita en una urna blanca. Una mateixa persona no pot aparèixer com a candidata a una llista nacional i una de parroquial.
S'elegeixen vint-i-vuit consellers generals amb el sistema següent:
- Catorze consellers representen les set parròquies d'Andorra. A cadascuna d'aquestes, els dos candidats de la llista local més votada són els elegits, seguint el sistema de representació majoritària.[3]
- Catorze consellers es reparteixen de forma proporcional a partir dels vots que reben les llistes nacionals. El nombre d'escons per a cada llista s'assigna seguint la regla del major residu.[4]

## Candidatures
Cinc llistes van presentar candidatura a la circumscripció nacional:
- El Partit Liberal d'Andorra (PLA), amb Albert Pintat Santolària com a cap de llista
- El Partit Socialdemòcrata (PS), amb Jaume Bartumeu Cassany al capdavant
- El partit Renovació Democràtica (RD), format per membres del Partit Demòcrata amb Patrick Garcia Ricart al capdamunt de la llista
- La nova coalició formada pel Centre Demòcrata Andorrà (CDA) i Segle 21 (S21) amb Enric Tarrado Vives com a cap de llista
- El nou partit Verds d'Andorra (VA), liderats per Isabel Lozano Muñoz

D'aquests només el PLA es va presentar també a totes les circumscripcions parroquials, en solitari excepte a Encamp on anava en coalició amb un grup d'independents. El PS es presentà a totes les parròquies llevat de Canillo, a través d'una coalició anomenada L'Alternativa. Aquesta coalició integrava el PS i RD a Encamp, la Massana, Andorra la Vella, Sant Julià de Lòria i Escaldes-Engordany, i integrava el PS i el Grup d'Unió Parroquial Independents a Ordino. El CDA+S21 va presentar candidatura a Canillo, Ordino, la Massana i Andorra la Vella. En canvi, els VA no van presentar cap candidatura parroquial.

## Resultats
Els resultats de Renovació Democràtica estan comparats amb els del Partit Demòcrata de les eleccions anteriors.

### Totals
| Partit polític | Partit polític | Partit polític                                 | Candidats | Escons | Diferència d'escons | % en escons |
| -------------- | -------------- | ---------------------------------------------- | --------- | ------ | ------------------- | ----------- |
|                |                | Partit Liberal d'Andorra                       | 28        | 14     | 1                   | 50          |
|                |                | Partit Socialdemòcrata                         | 16        | 6      | =                   | 21          |
|                |                | Partit Socialdemòcrata + Renovació Democràtica | 10        | 6      | 6                   | 21          |
|                |                | Centre Demòcrata Andorrà + Segle 21            | 22        | 2      | 2                   | 7           |
|                |                | Renovació Democràtica                          | 14        | 0      | 5                   | 0           |
|                |                | Verds d'Andorra                                | 14        | 0      | -                   | 0           |
| Total          | Total          | Total                                          | 104       | 28     | -                   | 100         |

Dels sis consellers generals elegits per la coalició L'Alternativa (PS+RD) en circumscripcions parroquials, cinc eren membres del Partit Socialdemòcrata i un (Ricard de Haro Jimenez elegit a Escaldes-Engordany) era de Renovació Democràtica.

### Circumscripció nacional
- Referència: «Eleccions al Consell General 2005».   Govern d'Andorra. Arxivat de l'original el 14 de gener 2010. [Consulta: 2 novembre 2011].

| Candidatures | Candidatures | Candidatures                        | Vots   | dif. | % dels vots | dif.  | Escons | dif. | % dels escons |
| ------------ | ------------ | ----------------------------------- | ------ | ---- | ----------- | ----- | ------ | ---- | ------------- |
|              |              | Partit Liberal d'Andorra            | 5.100  | 361  | 41,21       | 4,97  | 6      | 1    | 42,86         |
|              |              | Partit Socialdemòcrata              | 4.711  | 1628 | 38,07       | 8,03  | 6      | 2    | 42,86         |
|              |              | Centre Demòcrata Andorrà + Segle 21 | 1.360  | 1360 | 10,99       | 10,99 | 2      | 2    | 14,29         |
|              |              | Renovació Democràtica               | 772    | 1669 | 6,24        | 17,55 | 0      | 3    | 0             |
|              |              | Verds d'Andorra                     | 433    | 433  | 3,50        | 3,50  | 0      | -    | 0             |
| Total        | Total        | Total                               | 12.376 | 2113 | 100         |       | 14     |      | 100           |
| Vots blancs  | Vots blancs  | Vots blancs                         | 387    | 101  | 3,00        | 1,48  |        |      |               |
| Vots nuls    | Vots nuls    | Vots nuls                           | 116    | 22   | 0,90        | 0,37  |        |      |               |
| Participació | Participació | Participació                        | 12.879 | 1990 | 80,38%      | 1,23% |        |      |               |
| Cens         | Cens         | Cens                                | 16.022 | 2680 |             |       |        |      |               |

### Circumscripcions parroquials
- Referència: «Eleccions al Consell General 2005».   Govern d'Andorra. Arxivat de l'original el 15 de gener 2010. [Consulta: 3 novembre 2011].

El següent quadre resum indica els vots rebuts a cada parròquia. La candidatura amb més vots de cada parròquia obté dos consellers generals.
| Candidatures                            | Candidatures | Candidatures                        | Canillo   | Encamp     | Ordino    | La Massana | Andorra la Vella | Sant Julià de Lòria | Escaldes- Engordany | Escons |
| --------------------------------------- | ------------ | ----------------------------------- | --------- | ---------- | --------- | ---------- | ---------------- | ------------------- | ------------------- | ------ |
|                                         |              | Partit Liberal d'Andorra            | 284       | -          | 303       | 585        | 1296             | 1077                | 1185                | 8      |
| Partit Liberal d'Andorra + Independents | -            | 743                                 | -         | -          | -         | -          | -                |                     |                     | 8      |
|                                         |              | L'Alternativa: PS + RD              | -         | 831        | -         | 420        | 1723             | 571                 | 1414                | 6      |
|                                         |              | L'Alternativa: PS + GUPI            | -         | -          | 276       | -          | -                | -                   | -                   | 6      |
|                                         |              | Centre Demòcrata Andorrà + Segle 21 | 247       | -          | 199       | 262        | 419              | -                   | -                   | 0      |
| Total                                   | Total        | Total                               | 531       | 1574       | 778       | 1267       | 3438             | 1648                | 2599                | 14     |
| Vots blancs                             | Vots blancs  | Vots blancs                         | 16        | 119        | 22        | 53         | 203              | 241                 | 208                 |        |
| Vots nuls                               | Vots nuls    | Vots nuls                           | 2         | 24         | 7         | 7          | 65               | 45                  | 33                  |        |
| Participació                            | Participació | Participació                        | 549 (92%) | 1717 (79%) | 807 (85%) | 1327 (85%) | 3706 (77%)       | 1934 (80%)          | 2840 (81%)          |        |
| Cens                                    | Cens         | Cens                                | 595       | 2172       | 945       | 1557       | 4830             | 2406                | 3517                |        |